# Serhij Taruta

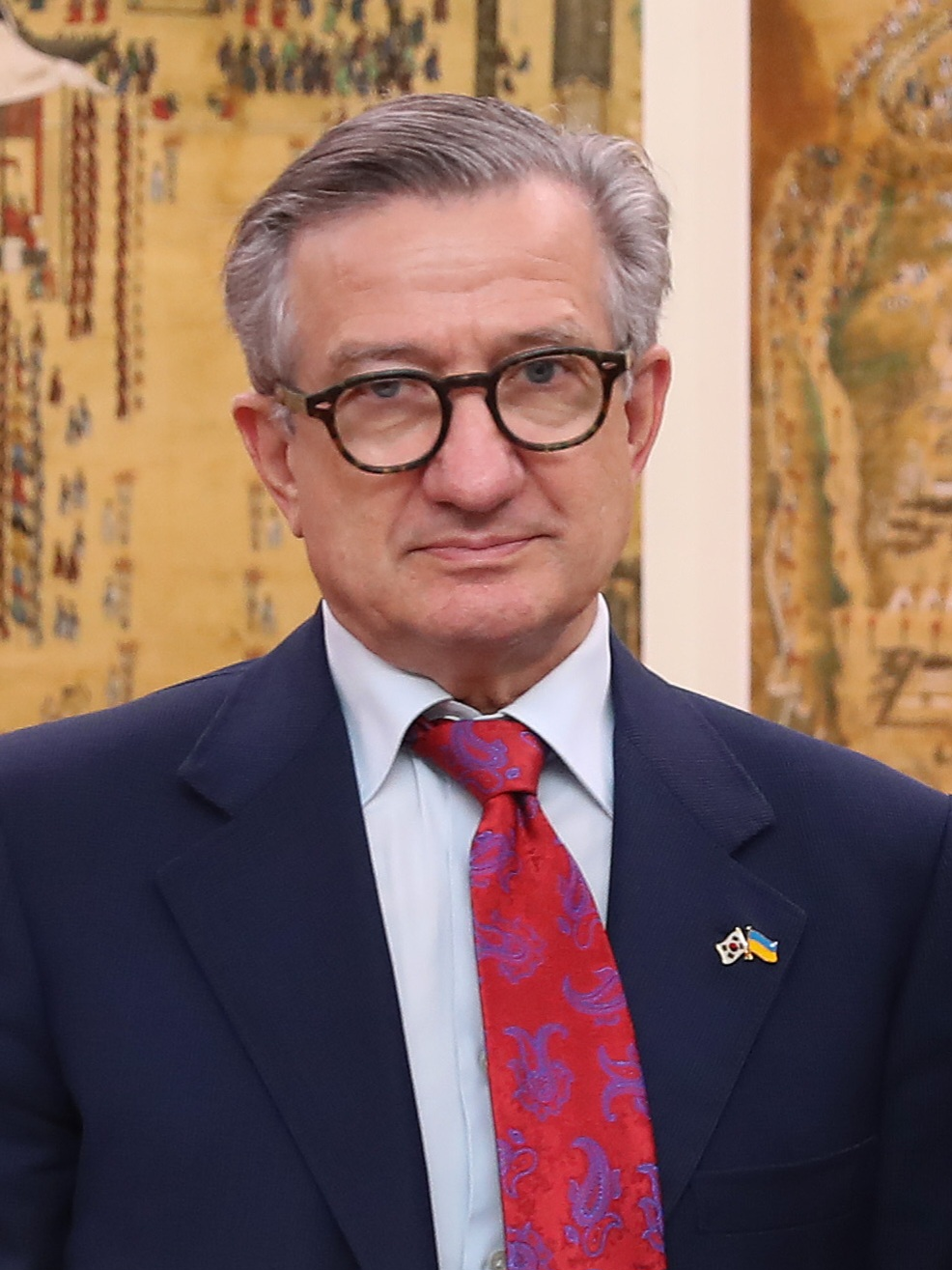
Serhij Taruta, 2022

Serhij Oleksijowytsch Taruta (ukrainisch Сергій Олексійович Тарута, russisch Сергей Алексеевич Тарута Sergej Alekseewitsch Taruta; * 23. Juli 1955 im Dorf Wynohradne, Rajon Nowoasowsk in der Oblast Donezk) ist ein ukrainischer Unternehmer, Politiker, Mäzen und Sportfunktionär.
Er vertritt als fraktionsloser Abgeordneter den Wahlkreis Mariupol in der Werchowna Rada. Taruta galt lange Zeit als einer der reichsten Männer der Ukraine und wurde zu den Oligarchen gerechnet, bis er im Zuge des Kriegs in der Ostukraine einen Großteil seines Reichtums verlor. Zwischen März 2014 und Oktober 2014 war Taruta Gouverneur der Oblast Donezk.

## Leben

### Studium und Aufstieg als Unternehmer
Taruta absolvierte zunächst ein Studium am Institut für Metallurgie sowie in den 1990er Jahren ein Studium der Ökonomie in Donezk. Im Jahr 1995 gründete er die heute noch bestehende Außenhandelsfirma Asowimpex. Herzstück seiner Unternehmungen, die pro Jahr insgesamt ca. zehn Millionen Tonnen Stahl herstellen, ist heute der Konzern Industrieunion Donbass (IUD), er ist der Vorsitzende des Aufsichtsrats des Unternehmens. Im Jahr 2007 erwarb Taruta die Werft Danzig, die einstige Lenin-Werft, sowie zwei Stahlwerke in Polen und Ungarn.

## Politischer Werdegang

### Amt als Gouverneur der Oblast Donezk
Nach dem Umsturz in der Ukraine 2014 wurde Taruta am 2. März vom ukrainischen Übergangspräsidenten Oleksandr Turtschynow zum Gouverneur der Oblast Donezk ernannt. Am 10. Oktober 2014 wurde er von Präsident Poroschenko abgesetzt.

### Abgeordneter der Werchowna Rada und Präsidentschaftskandidatur
Bei den ukrainischen Parlamentswahlen erzielte Taruta in Mariupol (Wahlkreis 58) in der Oblast Donezk ein Direktmandat für die Werchowna Rada. Im Parlament ist er Vorsitzender des Unterausschusses Schutz des historischen und kulturellen Erbes des Ausschusses für Kultur und Spiritualität sowie Vorsitzender der Gruppe für zwischenparlamentarische Beziehungen mit der Bundesrepublik Deutschland.
Taruta ist einer der Gründer der ukrainischen Partei Osnova, die am 10. Februar 2017 gegründet wurde. Am 22. September 2018 wurde Taruta zu deren Spitzenkandidat für die ukrainischen Präsidentschaftswahlen im März 2019 gekürt. Schwerpunkte der Partei waren im Wahlkampf eine ökonomische Wende in der Ukraine sowie eine Beendigung des Kriegs in der Ostukraine. Zwei Wochen vor der Präsidentschaftswahl rief Taruta seine Anhänger dazu auf, die aussichtsreichere Kandidatin Julija Tymoschenko zu unterstützen, welche den Einzug in die Stichwahl jedoch verpasste.

## Privates
Taruta ist Präsident des Fußballvereins Metalurh Donezk, er ist verheiratet und hat zwei Kinder.